# Burns Lake (British Columbia)
Burns Lake ist ein kleiner Ort in British Columbia (Kanada), der 1923 gegründet worden ist. In Burns Lake befindet sich der Hauptverwaltungssitz des Regional District of Bulkley-Nechako.

## Geographie
Burns Lake liegt in einem 90 Kilometer großen Radius in der geografischen Mitte von British Columbia. Es ist rund 500 Kilometer von der Albertagrenze, 1000 Kilometer von der Grenze zu Yukon und 1000 Kilometer von den Vereinigten Staaten entfernt. Burns Lake liegt 220 Kilometer westlich von Prince George, der nächstgelegenen größeren Stadt und ist mit ihr durch den Highway 16 verbunden. Von ihm gelangt man auch im Westen über die Orte Smithers und Terrace nach Prince Rupert (ca. 500 Kilometer Entfernung). In Burns Lake gibt es eine Kreuzung, in der der Highway 35 (Highway der zweiten Kategorie) in den Highway 16 übergeht. Der Highway 35 führt weiter gen Süden, über das kleine Örtchen Tchesinkut Lake nach François Lake, von wo aus man mit einer Autofähre nach Southbank gelangt.

## Ortsgliederung
Burns Lake hat zwei verschiedene geografische Gebiete. Der eine Teil der Stadt liegt nördlich von Francois Lake in der Nähe vom Highway 16. Der andere Teil liegt südlich des Sees. Im Norden haben sich die meisten der Geschäfte und Dienstleistungen angesiedelt, während die Südseite eher von Ranches geprägt ist, auf der vor allem Rinder und Pferde leben. Die Bewohner leben in beiden Bereichen, obwohl der Südseite mehr ein laid-back Ruf hat. In beiden Bereichen befinden sich Wohngebiete. Die Ortsteile sind durch eine Autofähre verbunden, welche eine Fahrdauer von ca. 20 Minuten hat.
Nahe oder in Burns Lake haben folgende First Nations der allgemein als Dakelh bezeichneten Stammesgruppe ihre Verwaltungssitze und/oder Hauptorte: Wet'suwet'en First Nation, Lake Babine Nation, Cheslatta Carrier Nation, Ts'il Kaz Koh First Nation (auch Burns Lake Indian Band), Skin Tyee First Nation und Nee-Tahi-Buhn Band.

## Geschichte
Einer der Gründer Burns Lakes war Bob Gerow, der zusammen mit einem Partner eine Firma am heutigen Standort betrieb. So war aus diesem Grund bereits 1911 ein Handelsweg an der Stelle des heutigen Ortskerns sowie eine Brücke, die das Gerow Island mit dem Festland verband. Die erste Zeitung in Burns Lake nannte sich „Observer“, sie wurde von Sidney Gowin vertrieben.
Die Zuerkennung der kommunalen Selbstverwaltung für die Gemeinde erfolgte am 2. Juni 1955 (incorporated als Village).

## Demographie
Die letzte offizielle Volkszählung, der Census 2016, ergab für die Gemeinde eine Bevölkerungszahl von 1.779 Einwohnern, nachdem der Zensus 2011 für die Gemeinde noch eine Bevölkerungszahl von 2.029 Einwohnern ergab. Die Bevölkerung nahm damit im Vergleich zum letzten Zensus im Jahr 2011 um 12,3 % zu und entwickelte sich damit wiederholt stark gegen den Provinzdurchschnitt, dort mit einer Bevölkerungszunahme von 5,6 %. Bereits im Zensuszeitraum 2006 bis 2011 hatte die Einwohnerzahl in der Gemeinde um 3,7 % abgenommen, während sie im Provinzdurchschnitt um 7,0 % zunahm.
Zum Zensus 2016 lag das Durchschnittsalter der Einwohner bei 39,0 Jahren und damit weit über dem Provinzdurchschnitt von 42,3 Jahren. Das Medianalter der Einwohner wurde mit 37,3 Jahren ermittelt. Das Medianalter aller Einwohner der Provinz lag 2016 bei 43,0 Jahren. Zum Zensus 2011 wurde für die Einwohner der Gemeinde noch ein Medianalter von 34,4 Jahren ermittelt, bzw. für die Einwohner der Provinz bei 41,9 Jahren.

## Klima
Die Jahreszeiten in Burns Lake gliedern sich meist folgendermaßen:
- Frühling (April bis Mai): Durchschnittstemperatur ca. 6 °C, niederschlagsarm
- Sommer (Juni bis August): Durchschnittstemperatur 16 °C, meist eher trocken
- Herbst (September bis Oktober): Durchschnittstemperatur 7–8 °C, weniger Regen als im Sommer, z. T. erster Schnee
- Winter (November bis März): Durchschnittstemperatur −10 °C, z. T. sogar Temperaturen um −30 °C, trocken

Der durchschnittliche jährliche Niederschlag von Burns Lake beträgt 45,7 cm.
Die Vegetation in der Gegend um Burns Lake ist bewaldet, nur rund um die Siedlungen existieren Wiesengebiete. Es dominieren hauptsächlich Fichten und Kiefern.

## Wirtschaft
Die meisten Menschen in und um Burns Lake leben von Forstwirtschaft, Farmwirtschaft oder Tourismus. Trotz der geringen Besiedelung von Burns Lake befinden sich eine weiterführende Schule, verschiedene Läden sowie eine Bücherei und ein Krankenhaus im Ort. Dies liegt vor allem daran, dass Burns Lake das Hauptwirtschaftszentrum der umliegenden Region („Lake District“) ist. Beschäftigungstechnisch sind das Baugewerbe und das Holzverarbeitende Gewerbe die größten Beschäftigungszweige.

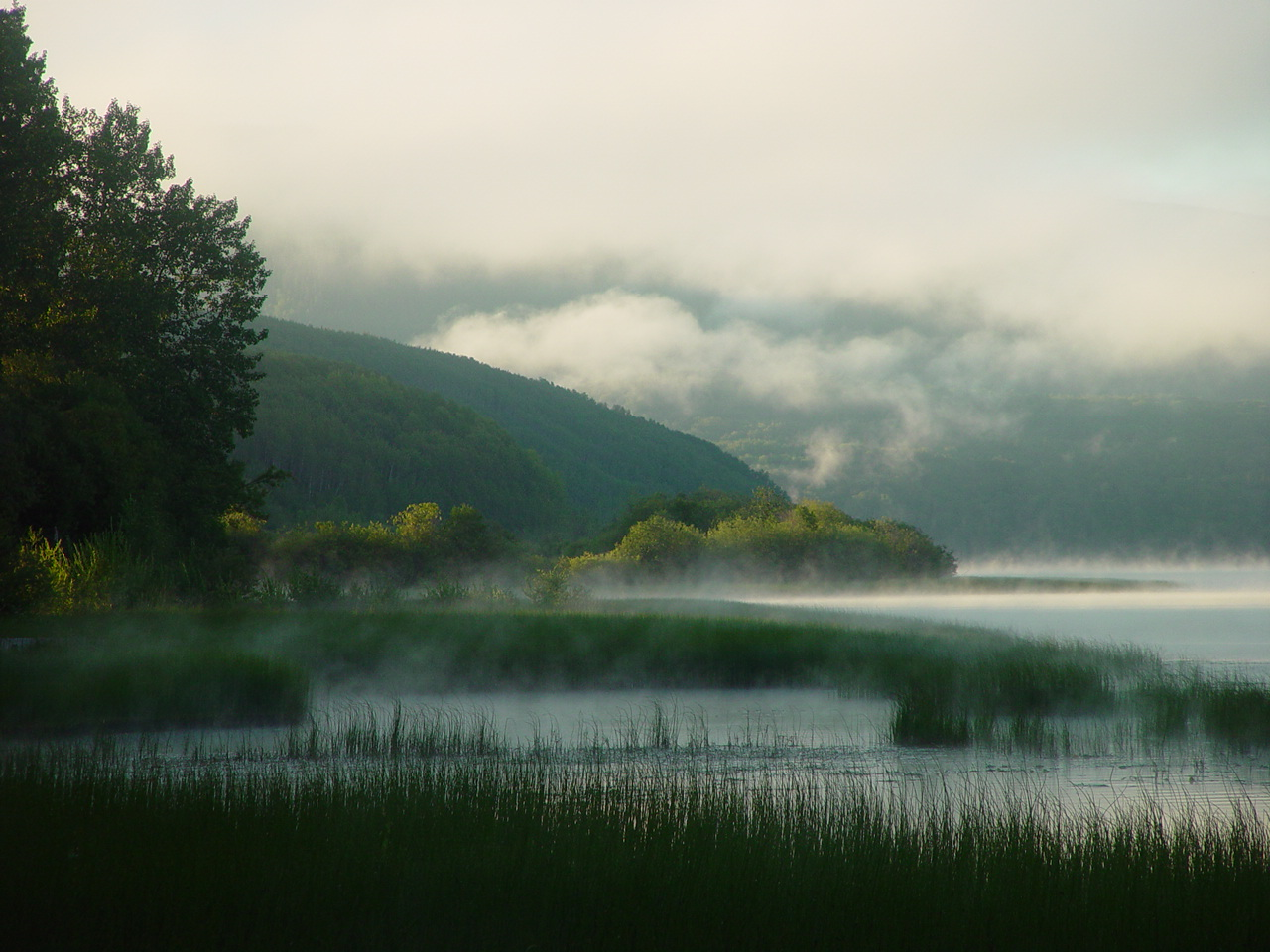
Dunst am frühen Morgen über dem Burns Lake

Das Durchschnittseinkommen aller Beschäftigten aus Burns Lake lag im Jahr 2005 bei deutlich unterdurchschnittlichen 21.171 C $, während es zur selben Zeit im Durchschnitt der gesamten Provinz British Columbia 24.867 C $ betrug. Der prozentuale Einkommensunterschied zwischen Männern (29.669 C $; Provinzdurchschnitt=31.598 C $) und Frauen (17.876 C $; Provinzdurchschnitt=19.997 C $) fällt in Burns Lake, jeweils bezogen auf das durchschnittliche Einkommen aller Beschäftigten der Provinz, ähnlich aus wie im Vergleich für die gesamte Provinz. Der Einzelvergleich zum Provinzdurchschnitt fällt für Männern und Frauen unterschiedlich aus. Bei Männern ist der prozentuale Unterschied bezogen auf den Provinzvergleich (~ 1,2-fache des Provinzdurchschnitts) überdurchschnittlich, während Frauen (~ 0,72-fache des Provinzdurchschnitts) deutlich weniger verdienen als der Durchschnitt aller Beschäftigten in der Provinz. Männliche Beschäftigte verdienen hier zwar im Vergleich aller Beschäftigten der Provinz überdurchschnittlich, geschlechterbezogen verdienen sie jedoch weniger als Männer im Provinzdurchschnitt verdienen (~ 0,93-fache des Durchschnitts aller Männer). Das Einkommen der weiblichen Beschäftigten ist auch im Vergleich zwischen allen weiblichen Beschäftigten in der Provinz nochmals deutlich unter dem Durchschnitt (~ 0,89-fache des Durchschnitts aller Frauen).

## Verkehr
Der Flughafen Burns Lake (IATA-Flughafencode: YPZ, ICAO-Code:CYPZ) liegt etwa 20 km nordwestlich der Gemeinde und hat nur eine asphaltierte Start- und Landebahn von 1.542 Meter Länge.
Weiterhin ist die Gemeinde an ein überregionales Netz von Busverbindungen angeschlossen, welches von BC Bus North betrieben wird. Die Gemeinde liegt mit einer Haltestelle an der Verbindung Prince Rupert–Smithers–Prince George. Die Verbindung wird donnerstags und samstags in die eine Richtung angeboten sowie freitags und sonntags in die andere Richtung. Mit Stand 2020 sind in diesem Netz insgesamt 34 Gemeinden und Siedlungen im zentralen und nördlichen British Columbia verbunden.
Der öffentliche Personennahverkehr wird regional durch das „Bulkley Nechako Regional Transit System“ angeboten, welches von BC Transit betrieben wird. Das System beinhaltet auch Verbindungen zwischen Prince George, Burns Lake und Smithers, mit Haltestellen in den Gemeinden zwischen diesen Orten.

## Tourismus
Burns Lake hat nicht so viele Touristen wie die nordwestlich gelegene Touristenhochburg Smithers, welche wegen der vielen Schweizer Besucher von vielen Menschen in der Region „Suissers“ genannt wird. Es gibt in Burns Lake einen „berühmten Skiclub“ und auch einen Golfclub. Der Carnoustie Golf & Country Club wurde 1955 gegründet und verfügt über ein Areal von 200.000 m². Es gibt in Burns Lake ein Museum („Lakes Dictrict-Museum“).
In Burns Lake herrscht großer Anglertourismus, der durch die vielen umliegenden Seen und die mit 15 m Länge größte Angelrute der Welt angelockt wird.

## Persönlichkeiten
- Cindy Blackstock (* 1964), Indigenen- und Kinderrechtsaktivistin
- Emily Dickson (* 1997), Biathletin